# Oľšavka (Stropkov)
Oľšavka (1948–1973 und bis 1927 slowakisch „Olšavka“ – bis 1927 auch „Šarišská Olšavka“; ungarisch Kisolysó – bis 1907 Olysavka, russinisch Вiльшавка/Wilschawka) ist eine Gemeinde im Nordosten der Slowakei mit 167 Einwohnern (Stand 31. Dezember 2024), die zum Okres Stropkov, einem Kreis des Prešovský kraj gehört.

## Geographie

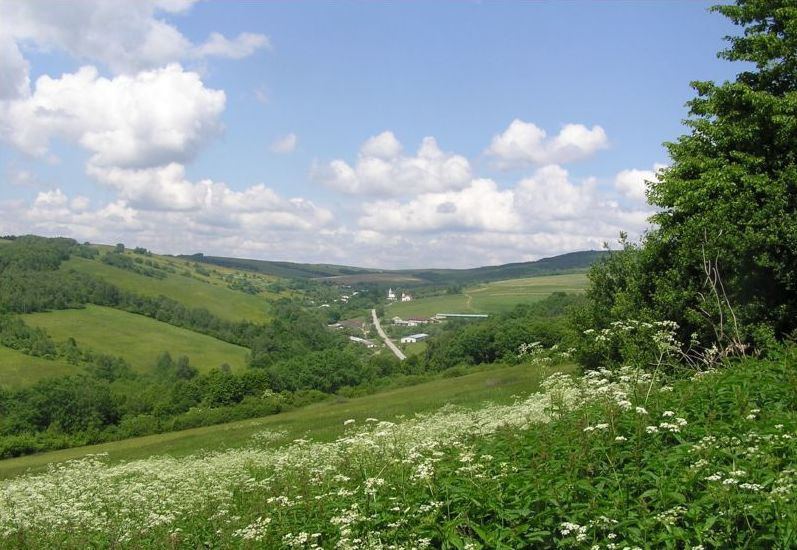
Oľšavka

Die Gemeinde befindet sich in den Niederen Beskiden, am Übergang vom Bergland Ondavská vrchovina in das Bergland Laborecká vrchovina im Tal des Baches Oľšavka im Einzugsgebiet der Chotčianka und weiter der Ondava. Das Ortszentrum liegt auf einer Höhe von 297 m n.m. und ist 11 Kilometer von Stropkov entfernt.
Nachbargemeinden sind Šemetkovce im Nordwesten und Norden, Kožuchovce im Nordosten, Gribov im Osten, Bukovce im Süden und Vislava im Südwesten und Westen.

## Geschichte
Oľšavka wurde zum ersten Mal 1551 als Olsafka schriftlich erwähnt und war Teil der Herrschaft von Makovica. 1427 war keine Steuer fällig. 1711 flüchtete ein Großteil von Untertanen.
1787 hatte die Ortschaft 37 Häuser und 285 Einwohner, 1828 zählte man 73 Häuser und 556 Einwohner, die als Viehzüchter, Waldarbeiter sowie Hersteller von Holzwerkzeugen tätig waren. Um die Mitte des 19. Jahrhunderts gab es eine beträchtliche Auswanderungswelle. Während der Winterschlacht in den Karpaten um die Jahreswende 1914/15 wurde Oľšavka kurzzeitig durch russische Truppen besetzt.
Bis 1918 gehörte der im Komitat Sáros liegende Ort zum Königreich Ungarn und kam danach zur Tschechoslowakei beziehungsweise heute Slowakei. In der Zeit der ersten tschechoslowakischen Republik wanderten erneut viele Einwohner aus. Nach dem Zweiten Weltkrieg wurde die örtliche Einheitliche landwirtschaftliche Genossenschaft (Abk. JRD) im Jahr 1960 gegründet, einige Bewohner pendelten zur Arbeit in Industriegebiete in Stropkov und Svidník.

## Bevölkerung
| Jahr                | 1994 | 2004    | 2014    | 2024     |
| ------------------- | ---- | ------- | ------- | -------- |
| Anzahl der Personen | 258  | 237     | 219     | 167      |
| Unterschied         |      | −8,13 % | −7,59 % | −23,74 % |

| Jahr                | 2023 | 2024    |
| ------------------- | ---- | ------- |
| Anzahl der Personen | 176  | 167     |
| Unterschied         |      | −5,11 % |

Nach der Volkszählung 2011 wohnten in Oľšavka 236 Einwohner, davon 189 Slowaken, 45 Russinen und ein Ukrainer. Ein Einwohner machte keine Angabe zur Ethnie.
135 Einwohner bekannten sich zur griechisch-katholischen Kirche, 92 Einwohner zur orthodoxen Kirche und fünf Einwohner zur römisch-katholischen Kirche. Bei vier Einwohnern wurde die Konfession nicht ermittelt.

## Bauwerke und Denkmäler
- griechisch-katholische Kosmas-und-Damian-Kirche
- orthodoxe Kirche Geburt der allheiligen Gottesmutter

## Verkehr
In Oľšavka endet die Cesta III. triedy 3591 („Straße 3. Ordnung“) von Bukovce (Anschluss an die Cesta II. triedy 575 („Straße 2. Ordnung“)) heraus.